# Рабал
Рабал (порт. Rabal) — район (фрегезия) в Португалии, входит в округ Браганса. Является составной частью муниципалитета Браганса. По старому административному делению входил в провинцию Траз-уж-Монтиш и Алту-Дору. Входит в экономико-статистический субрегион Алту-Траз-уш-Монтеш, который входит в Северный регион. Население составляет 196 человек на 2001 год. Занимает площадь 20,94 км².